# Пільгер Федір Васильович
Фе́дір Васи́льович Пі́льгер (Франц) (*5 червня 1761, Вецлар, Німеччина — † 25 (13) квітня 1828, Харків) — один з найперших ветеринарних професорів на землях сучасної України.

## Життєпис
1779 року закінчив Ерлангенський університет.
Працював над застосуванням у вивченні людських та тваринних хвороб порівняльного методу, 1802 року за досягнення в цьому напрямі йому присвоєне звання професора Гісенського університету.
В 1801—1803 роках видав німецькою мовою двотомник «Систематичний посібник з теоретичної і практичної ветеринарії» («Systematisches Handbuch der theoretisch-praktisch Veterinärwissenschaft»).
1806 року переїздить на терени сучасної України, і працює у новоствореному Харківському університеті завідувачем кафедри лікування тварин.
Доки відбувалися затримки із відкриттям медичного факультету, професор вивчає стан тваринництва на теренах Слобожанщини, результати дослідницької роботи опубліковано в статті «Коротке міркування про ту, що лютує в деяких губерніях між рогатою худобою, заразу».
Звертався до Северина Потоцького з підготовленим до дрібниць проектом створення спеціального відділення при університеті — із заснуванням при ньому сільськогосподарської ферми для вирощування трав, влаштування «зоотомічного театру» та обладнання клініки для тварин. Проте цим задумам не судилося збутися, плани професора поклали «в довгу шухляду».
Викладав курси із загальної та приватної порівняльної зоопатології, краніології, спецкурс про правильне виголовування домашньої худоби.
1817 засновує перший вітчизняний ветеринарний журнал «Украинский домовод». В ньому розповідалося про розведення свійських тварин, як їх захищати від хвороб, лікування бджіл, птиці, риби, худоби, шовковичних шовкопрядів. В першому випуску була надрукована доповідь професора кафедри судової медицини І. Д. Книгіна в часі відкриття Ветеринарного відділення петербурзької Медико-хірургічної академії. Всього вийшло 2 числа журналу.
У вільний час лікував містян, чим здобув надзвичайну популярність. Однак, як зазначав його колега, професор Дітріх-Христофор Роммель: «Просте, щасливе й дещо кінське лікування збуджувало заздрість усіх учнів Ескулапа». Після цього Пільгеру заборонили лікувати людей, бо він був доктором ветеринарії, а не медицини. Харківська лікарська управа вимагає від міністерства внутрішніх справ Російської імперії «вгамування самозванця»; Пільгер вирушає до Дерптського університету, де отримує диплом лікаря.
Однак на той час до тяганини вже залучено Міністерство народної освіти, і проблема Пільгера не вирішується. З проханням на захист професора виступають 40 купців та Харківський губернатор І. І. Бахтін; від переслідувань його слава стає ще більшою. Однак лікарська управа відмовилася визнавати диплома Пільгера, зарахувавши його до «циган та коновалів».
1823 року припинив викладання в університеті. Помер 1828 року в Харкові, похований на лютеранському кладовищі — в 21 сторіччі там знаходяться будівлі банків та драматичного театру ім. Пушкіна.
Література
- «Професор В. Ф. Пільгер — засновник ветеринарної медицини у східній Україні»